# Banswara (Distrikt)
Der Distrikt Banswara (Hindi: बांसवाड़ा जिला) ist ein Distrikt im westindischen Bundesstaat Rajasthan.
Die Fläche beträgt 5.037 km², die Einwohnerzahl liegt bei 1.797.485 (2011).